# Adam Sobolewski
Adam Sobolewski (ur. 22 kwietnia 1991) – polski siatkarz, grający na pozycji atakującego. Od sezonu 2020/2021 występuje w drużynie SPS Konspol Słupca.

## Sukcesy klubowe
Mistrzostwo I ligi:
- 2017